# Racing Team Holland
Racing Team Holland – holenderski zespół wyścigowy, założony w 1963 roku przez Erika Hazelhoffa Roelfzema i Bena van Markena. W historii startów ekipa pojawiała się w stawce IT GT, Masters of Formula 3, 24 Hours of Spa, Blancpain Endurance Series, GT4 European Cup oraz w Formule 3 (Europejska Formuła 3).